# Hexafluorocuprate(IV) de césium
L'hexafluorocuprate(IV) de césium est un composé du cuivre(IV) de formule Cs2CuF6. Il se présente sous la forme d'un solide rouge à température ambiante. Il peut être synthétisé à haute pression à partir de CsCuCl3, en présence de fluorure de césium et de fluor :
2 CsCuCl3 + 2 CsF + 5 F2 → 2 Cs2CuF6 + 3 Cl2.
L'anion [CuF6]2- est un exemple rare de complexe de cuivre(IV). En termes de structure électronique, l'anion possède une configuration d7 à bas spin. Il est donc sensible à la distorsion Jahn-Teller.